# Fäbodtjärnen (Skogs socken, Hälsingland, 677276-156174)
Fäbodtjärnen är en sjö i Söderhamns kommun i Hälsingland och ingår i Skärjåns huvudavrinningsområde. Sjön har en area på 0,163 kvadratkilometer och ligger 68 meter över havet.

## Delavrinningsområde
Fäbodtjärnen ingår i det delavrinningsområde (677339-156212) som SMHI kallar för Utloppet av Varvs-Noran. Medelhöjden är 69 meter över havet och ytan är 8,57 kvadratkilometer. Räknas de 3 avrinningsområdena uppströms in blir den ackumulerade arean 18,52 kvadratkilometer. Vattendraget som avvattnar avrinningsområdet har biflödesordning 2, vilket innebär att vattnet flödar genom totalt 2 vattendrag innan det når havet efter 14 kilometer. Avrinningsområdet består mestadels av skog (67 procent) och sankmarker (21 procent). Avrinningsområdet har 0,9 kvadratkilometer vattenytor vilket ger det en sjöprocent på 10,4 procent.